# Wassili Alexejewitsch Paschkewitsch
Wassili Alexejewitsch Paschkewitsch (russisch Васи́лий Алексе́евич Пашке́вич; * um 1742 in Sankt Petersburg; † 26. Februarjul. / 9. März 1797greg. ebenda) war ein russischer Komponist.
Paschkewitsch wirkte seit 1763 als Violinist und seit 1789 als Konzertmeister des Hoforchesters von Sankt Petersburg. Daneben war er Mitglied der Hofsängergesellschaft und Hofballdirektor. Er verfasste eine Anzahl komischer Opern, eine Messe a cappella sowie Lieder.

## Opern
- Anjuta, komische Oper, UA 1772
- Unglück wegen einer Kutsche, komische Oper, UA 1779
- Der Geizige, komische Oper, UA 1781
- Wie du lebst, so wirst du eingeschätzt, komische Oper, UA 1782
- Der tunesische Pascha, komische Oper, 1783
- Fewej, komische Oper (Libretto Ekaterina II.), UA 1786
- Der Regierungsantritt Olegs, Schauspiel mit Musik, gemeinsame Komposition mit Carlo Canobbio und Giuseppe Sarti, UA 1790
- Fedul und seine Kinder, komische Oper (Libretto Ekaterina II.) UA 1791
- Der Amtsschreiber, der immer Pech in der Liebe hatte, komische Oper, UA 1795